# クレイ郡 (カンザス州)
クレイ郡（英: Clay County）は、アメリカ合衆国カンザス州の北部に位置する郡である。2010年国勢調査での人口は8,535人であり、2000年の8,822人から3.3%減少した。郡庁所在地はクレイセンター市（人口4,334人）であり、同郡で人口最大の都市でもある。

## 歴史

### 19世紀
1855年にカンザス準州議会が最初の郡を創設したとき、現在のクレイ郡にある領域は全ての歳入と司法権の目的でライリー郡に付設された。その後はギアリー郡に付設された。1857年、クレイ郡が創設され、19世紀のケンタッキー州選出アメリカ合衆国上院議員でアメリカ合衆国国務長官を務めた有名な政治家ヘンリー・クレイに因んで名付けられた
1887年、アッチソン・トピカ・アンド・サンタフェ鉄道が州内ネバ（ストロングシティの西3マイル (5 km)）からネブラスカ州スーピアリアまでの支線を建設した。この支線はストロングシティ、ネバ、ロックランド、ダイアモンドスプリングス、バーディック、ロストスプリングス、ジェイコブス、ホープ、ナバーレ、エンタープライズ、アビリーン、タルマージ、マンチェスター、クレイ郡ロングフォード、クレイ郡オークヒル、ミルトンベール、オーロラ、ハッシャー、コンコーディア、カックレー、コートランド、ウェバーを結びネブラスカ州のスーピアリアを繋いだ。ある時点でネバからロストスプリングスまでの線路は撤去されたが、通行権は放棄されなかった。この支線は当初、「ストロングシティ・アンド・スーピアリア線」と呼ばれたが、後に短縮されて「ストロングシティ線」となった。1996年、アッチソン・トピカ・アンド・サンタフェ鉄道はバーリントン・ノーザン鉄道と合併し、現在のBNSF鉄道となっている。地元の人間は現在でもこの線を「サンタフェ鉄道」と呼んでいる。

### 21世紀
2010年キーストーン・クッシング・パイプライン（フェイズ2)がクレイ郡を南北に貫いて建設され、免税や漏洩が起きた場合の環境問題について議論を呼んだ「ライリー」と呼ばれるポンプ場がパイプラインに沿って建設された。

## 法と政府
1986年にカンザス州憲法が修正されて、個人が嗜むアルコールの販売を郡の住民投票で承認すれば認めることになったが、クレイ郡は現在でもアルコールを禁じる、すなわち「ドライ」の郡のままである。

## 地理
アメリカ合衆国国勢調査局に拠れば、郡域全面積は655.44平方マイル (1,697.6 km2)であり、このうち陸地は643.84平方マイル (1,667.5 km2)、水域は11.60平方マイル (30.0 km2)で水域率は1.77%である。

### 主要高規格道路
出典:  National Atlas, アメリカ合衆国国勢調査局
- アメリカ国道24号線
- カンザス州道15号線
- カンザス州道82号線

### 隣接する郡
- ワシントン郡 - 北
- ライリー郡 - 東
- ギアリー郡 - 南東
- ディキンソン郡 - 南
- オタワ郡 - 南西
- クラウド郡 - 西

## 人口動態

人口ピラミッド

以下は2000年の国勢調査による人口統計データである。
| 基礎データ - 人口: 8,822人 - 世帯数: 3,617 世帯 - 家族数: 2,517 家族 - 人口密度: 5人/km2（14人/mi2） - 住居数: 4,084軒 - 住居密度: 2軒/km2（6軒/mi2） 人種別人口構成 - 白人: 97.72% - アフリカン・アメリカン: 0.57% - ネイティブ・アメリカン: 0.41% - アジア人: 0.15% - その他の人種: 0.26% - 混血: 0.90% - ヒスパニック・ラテン系: 0.83% 年齢別人口構成 - 18歳未満: 24.9% - 18-24歳: 6.7% - 25-44歳: 23.9% - 45-64歳: 23.7% - 65歳以上: 20.8% - 年齢の中央値: 41歳 - 性比（女性100人あたり男性の人口） - 総人口: 99.1 - 18歳以上: 95.6 | 世帯と家族（対世帯数） - 18歳未満の子供がいる: 30.5% - 結婚・同居している夫婦: 59.9% - 未婚・離婚・死別女性が世帯主: 6.1% - 非家族世帯: 30.4% - 単身世帯: 27.7% - 65歳以上の老人1人暮らし: 15.4% - 平均構成人数 - 世帯: 2.39人 - 家族: 2.91人 収入と家計 - 収入の中央値 - 世帯: 33,965米ドル - 家族: 41,103米ドル - 性別 - 男性: 28,817米ドル - 女性: 17,760米ドル - 人口1人あたり収入: 17,939米ドル - 貧困線以下 - 対人口: 10.1% - 対家族数: 6.8% - 18歳未満: 14.6% - 65歳以上: 8.6% |

## クレイ郡出身の人物
クレイ郡には元州知事二人が住んでいた。第35代知事ジョージ・ドッキングは1957年1月14日から1961年1月9日まで務めた。第37代知事ウィリアム・H・アベリーは1965年1月11日から1967年1月9日まで務めた。

## 都市と町

### 法人化された都市
都市名の後の数字は2010年国勢調査での人口を示す。
- クレイセンター, 4,334 - 郡庁所在地
- ウエイクフィールド, 980
- クリフトン, 554、一部はワシントン郡内
- モーガンビル, 192
- グリーン, 128
- ロングフォード, 79
- バイニング, 45、一部はワシントン郡内
- オークヒル, 24

## その他の町
| - アセルステイン - ベイトハム - ブロートン - ブラウンデール - エグゼター - ファクト - ファンシークリーク | - ガーフィールドセンター - ゲイツビル - イダナ - インダストリー - レディスミス - ノーザン（廃村） - リパブリカンシティ |

### 郡区
クレイ郡は18の郡区に分けられている。クレイセンター市は「政治的に独立」とは見なされ、下記郡区の数字からは外されている。下表で「人口中心」は最大都市であり、特に大きな数字でなければ、郡区の人口に含まれるものである。
| 郡区 | FIPSコード | 人口中心           | 人口  | 人口密度 /km2 (/sq mi) | 陸地面積 km2 (sq mi) | 水域 km2 (sq mi) | 水域率(%) | 座標                                                              |
| --- | ---------- | ------------------ | ----- | ---------------------- | -------------------- | ---------------- | --------- | ----------------------------------------------------------------- |
| アセルステイン                                                                                          | 02950      |                    | 144   | 2 (4)                  | 93 (36)              | 0 (0)            | 0.03%     | 北緯39度10分17秒 西経97度12分35秒 / 北緯39.17139度 西経97.20972度 |
| ブレイン                                                                                                | 07050      |                    | 259   | 2 (6)                  | 109 (42)             | 1 (0)            | 0.94%     | 北緯39度20分38秒 西経97度11分11秒 / 北緯39.34389度 西経97.18639度 |
| ブルーム                                                                                                | 07325      |                    | 125   | 1 (3)                  | 122 (47)             | 1 (0)            | 0.53%     | 北緯39度26分29秒 西経97度16分51秒 / 北緯39.44139度 西経97.28083度 |
| チャップマン                                                                                            | 12525      | ロングフォード     | 202   | 2 (6)                  | 93 (36)              | 0 (0)            | 0.09%     | 北緯39度10分21秒 西経97度19分35秒 / 北緯39.17250度 西経97.32639度 |
| クレイセンター                                                                                          | 13650      |                    | 368   | 4 (10)                 | 98 (38)              | 1 (1)            | 1.46%     | 北緯39度21分30秒 西経97度6分17秒 / 北緯39.35833度 西経97.10472度  |
| エグゼター                                                                                              | 22100      |                    | 81    | 1 (2)                  | 94 (36)              | 0 (0)            | 0.08%     | 北緯39度15分24秒 西経97度11分36秒 / 北緯39.25667度 西経97.19333度 |
| ファイブクリーク                                                                                        | 23475      |                    | 159   | 2 (4)                  | 93 (36)              | 0 (0)            | 0.04%     | 北緯39度21分22秒 西経97度18分14秒 / 北緯39.35611度 西経97.30389度 |
| ガーフィールド                                                                                          | 25500      |                    | 107   | 1 (3)                  | 91 (35)              | 0 (0)            | 0.05%     | 北緯39度31分55秒 西経97度7分5秒 / 北緯39.53194度 西経97.11806度   |
| ギル | 26250      |                    | 140   | 2 (5)                  | 78 (30)              | 0 (0)            | 0.04%     | 北緯39度10分10秒 西経97度6分3秒 / 北緯39.16944度 西経97.10083度   |
| ゴーシェン                                                                                              | 27025      |                    | 92    | 1 (3)                  | 91 (35)              | 0 (0)            | 0 %       | 北緯39度31分4秒 西経97度0分14秒 / 北緯39.51778度 西経97.00389度   |
| グラント                                                                                                | 27500      |                    | 132   | 2 (5)                  | 74 (29)              | 13 (5)           | 14.83%    | 北緯39度16分12秒 西経96度59分27秒 / 北緯39.27000度 西経96.99083度 |
| ヘイズ]                                                                                                 | 30875      |                    | 206   | 2 (6)                  | 92 (36)              | 0 (0)            | 0 %       | 北緯39度26分9秒 西経97度5分58秒 / 北緯39.43583度 西経97.09944度   |
| ハイランド                                                                                              | 31825      | グリーン           | 310   | 3 (9)                  | 92 (35)              | 0 (0)            | 0.07%     | 北緯39度25分28秒 西経97度0分1秒 / 北緯39.42444度 西経97.00028度   |
| マルベリー                                                                                              | 49000      | クリフトン         | 331   | 3 (9)                  | 97 (38)              | 2 (1)            | 1.99%     | 北緯39度32分19秒 西経97度16分23秒 / 北緯39.53861度 西経97.27306度 |
| オークランド                                                                                            | 51725      |                    | 110   | 1 (3)                  | 93 (36)              | 0 (0)            | 0 %       | 北緯39度15分30秒 西経97度20分21秒 / 北緯39.25833度 西経97.33917度 |
| リパブリカン                                                                                            | 59025      | ウエイクフィールド | 1,024 | 14 (36)                | 73 (28)              | 10 (4)           | 12.46%    | 北緯39度12分7秒 西経97度0分50秒 / 北緯39.20194度 西経97.01389度   |
| シャーマン                                                                                              | 64850      | モーガンビル       | 328   | 4 (10)                 | 85 (33)              | 1 (0)            | 1.00%     | 北緯39度30分15秒 西経97度12分42秒 / 北緯39.50417度 西経97.21167度 |
| ユニオン                                                                                                | 72075      |                    | 140   | 2 (4)                  | 92 (35)              | 0 (0)            | 0.38%     | 北緯39度16分16秒 西経97度4分53秒 / 北緯39.27111度 西経97.08139度  |
| Sources: “Census 2000 U.S. Gazetteer Files”. U.S. Census Bureau, Geography Division. 2012年4月1日閲覧。 |            |                    |       |                        |                      |                  |           |                                                                   |

## 教育

### 統一教育学区
- クレイ郡 USD 379、クレイセンター市